# IV Międzynarodowe Klubowe Zawody Spadochronowe Gliwice 1978
 IV Międzynarodowe Klubowe Zawody Spadochronowe Gliwice 1978 – odbyły się 14–20 maja 1978. Gospodarzem Mistrzostw był Aeroklub Gliwicki, a organizatorem Sekcja Spadochronowa Aeroklubu Gliwickiego. Patronat nad Zawodami sprawowało Towarzystwo Miłośników Ziemi Gliwickiej, Zarząd Wojewódzki ZSMP i PRMPCh Montochem z Gliwic. Do dyspozycji skoczków był samolot An-2TD SP-ANW.

## Rozegrane kategorie

### Puchar Zarządu Wojewódzkiego ZSMP
Zawody rozegrano w dwóch kategoriach spadochronowych:
- Indywidualnie celność lądowania[b]
- Drużynowo celność lądowania.

### Puchar Towarzystwa Miłośników Ziemi Gliwickiej
Zawody rozegrano w czterech kategoriach spadochronowych:
- Indywidualnie celność lądowania
- Drużynowo celność lądowania
- Akrobacja zespołowa Relativ[c].
- Ogólna.

Źródło: 

## Medaliści
Medalistów IV Międzynarodowych Klubowych Zawodów Spadochronowych Gliwice 1978 podano za: Jan Isielenis, Archiwum Sekcji Spadochronowej Aeroklubu Gliwickiego, 1978. Brak numerów stron w książce

### Puchar Zarządu Wojewódzkiego ZSMP
| Konkurencja           | Złoto             | Srebro             | Brąz                |
| Indywidualnie celność | Jan Bober         | Ryszard Łuczak     | Dimitr Jangiozow    |
| Drużynowo             | Aeroklub Burgas I | Aeroklub Burgas II | Aeroklub Gliwicki I |

### Puchar Towarzystwa Miłośników Ziemi Gliwickiej
| Konkurencja           | Złoto                | Srebro                 | Brąz                   |
| Indywidualnie celność | Dimitr Jangiozow     | Jan Bober              | Edward Miler           |
| Drużynowo celność     | Aeroklub Burgas II   | Aeroklub Burgas I      | Aeroklub Gliwicki I    |
| Akrobacja zespołowa   | Aeroklub Gliwicki II | Aeroklub Gliwicki I    | Aeroklub Częstochowski |
| Ogólna                | Aeroklub Gliwicki I  | Aeroklub Częstochowski | Aeroklub Gliwicki II   |

## Uczestnicy zawodów
Uczestników IV Międzynarodowych Klubowych Zawodów Spadochronowych Gliwice 1978 podano za: Jan Isielenis, Archiwum Sekcji Spadochronowej Aeroklubu Gliwickiego, 1978. Brak numerów stron w książce
W zawodach brało udział 44 zawodników.

1. Jan Bober (Aeroklub Gliwicki)
2. Edward Miler (Aeroklub Gliwicki)
3. Zdzisław Śliwa (Aeroklub Gliwicki)
4. Jan Strzałkowski (Aeroklub Gliwicki)
5. Andrzej Grabania (Aeroklub Gliwicki)
6. Ryszard Kopijczuk (Aeroklub Gliwicki)
7. Jan Hinatyszyn
8. Karol Majewski
9. W. Kalkandżiew (Aeroklub Burgas)
10. Stojan Christow (Aeroklub Burgas)
11. Salvatore Italo
12. Diana Gobis
13. Donato
14. Wladislav Platko (Aeroklub Prešov)
15. Karol Malinowsky (Aeroklub Prešov)
16. Pavel Gabani (Aeroklub Prešov)
17. Franco Lottici
18. Mario Arpa
19. Fausto Nino
20. I. Gradinarow (Aeroklub Burgas)
21. Dimitr Jangiozow (Aeroklub Burgas)
22. Penczo Nikołajew (Aeroklub Burgas)
23. J. Bołgurow (Aeroklub Burgas)
24. Brjew
25. E. Sztuka (Aeroklub Częstochowski)
26. Andrzej Cupiał (Aeroklub Częstochowski)
27. Muros
28. Ryszard Łuczak (Aeroklub Gdański)
29. Jarski
30. Marcin Wilk (Aeroklub Gliwicki)
31. Kazimierz Nowak (Aeroklub Gliwicki)
32. Jan Isielenis (Aeroklub Gliwicki)
33. Andrzej Komar (Aeroklub Gliwicki)
34. Janusz Bochenek (Aeroklub Gliwicki)
35. Bogdan Chojnowski (Aeroklub Gliwicki)
36. Adam Pawletko (Aeroklub Gliwicki)
37. Roman Grudziński (Aeroklub Gliwicki)
38. Jacek Skrzynecki (Aeroklub Słupski)
39. Ryszard Brycht (Aeroklub Częstochowski)
40. Frantiszek Podraczky
41. Soturza
42. Scata
43. Piotrowicz
44. Halina Kadzidło (Aeroklub Gliwicki).

## Wyniki zawodów
Wyniki IV Międzynarodowych Klubowych Zawodów Spadochronowych Gliwice 1978 podano za: Jan Isielenis, Archiwum Sekcji Spadochronowej Aeroklubu Gliwickiego, 1978. Brak numerów stron w książce
W zawodach wzięły udział reprezentacje aeroklubów z czterech krajów:
 Bułgaria,  Czechosłowacja,  Włochy,  Polska.

### Puchar Zarządu Wojewódzkiego ZSMP
Klasyfikacja indywidualna (celność lądowania):
- I miejsce – Jan Bober Aeroklub Gliwicki (0 pkt.)
- II miejsce – Ryszard Łuczak Aeroklub Gdański (0,26 pkt.)
- III miejsce – Dimitr Jangiozow Aeroklub Burgas (0,43 pkt.).

Klasyfikacja drużynowa:
- I miejsce – Aeroklub Burgas I (4,34 pkt. Dimitr Jangiozow, Stojan Christow, W. Kalkandźiew)
- II miejsce – Aeroklub Burgas II (4,60 pkt. Penczo Nikołajew, J. Bołgurow, I. Gradinarow)
- III miejsce – Aeroklub Gliwicki I (5 pkt. Jan Bober, Edward Miler, Zdzisław Śliwa).

### Puchar Towarzystwa Miłośników Ziemi Gliwickiej
Klasyfikacja indywidualna (celność lądowania):
- I miejsce – Dimitr Jangiozow Aeroklub Burgas (0,08 pkt.)
- II miejsce – Jan Bober Aeroklub Gliwicki (1,14 pkt.)
- III miejsce – Edward Miler Aeroklub Gliwicki (1,58 pkt.)
- IV miejsce – Ryszard Kopijczuk Aeroklub Gliwicki[3].

Klasyfikacja drużynowa (celność lądowania):
- I miejsce – Aeroklub Burgas II (12,10 pkt. Penczo Nikołajew, J. Bołgurow, I. Gradinarow)
- II miejsce – Aeroklub Burgas I (12,60 pkt. Dimitr Jangiozow, Stojan Christow, W. Kalkandźiew)
- III miejsce – Aeroklub Gliwicki I (14,71 pkt. Jan Bober, Edward Miler, Zdzisław Śliwa)
- V miejsce – Aeroklub Gliwicki II (Jan Strzałkowski, Andrzej Grabania, Ryszard Kopijczuk)[3].

Klasyfikacja akrobacja zespołowa Relativ:
- I miejsce – Aeroklub Gliwicki II (3 pkt. Ryszard Kopijczuk, Jan Strzałkowski, Andrzej Grabania)
- II miejsce – Aeroklub Gliwicki I (8 pkt. Jan Bober, Edward Miler, Zdzisław Śliwa)
- III miejsce – Aeroklub Częstochowski (14 pkt. Ryszard Brycht, Andrzej Cupiał, E. Sztuka).

Klasyfikacja ogólna:
- I miejsce – Aeroklub Gliwicki I (30,11 pkt. Jan Bober, Edward Miler, Zdzisław Śliwa)
- II miejsce – Aeroklub Częstochowski (40,31 pkt. Ryszard Brycht, Andrzej Cupiał, E. Sztuka)
- III miejsce – Aeroklub Gliwicki II (49,05 pkt. Ryszard Kopijczuk, Jan Strzałkowski, Andrzej Grabania).

## Galeria

IV Międzynarodowe Klubowe Zawody Spadochronowe Gliwice 1978
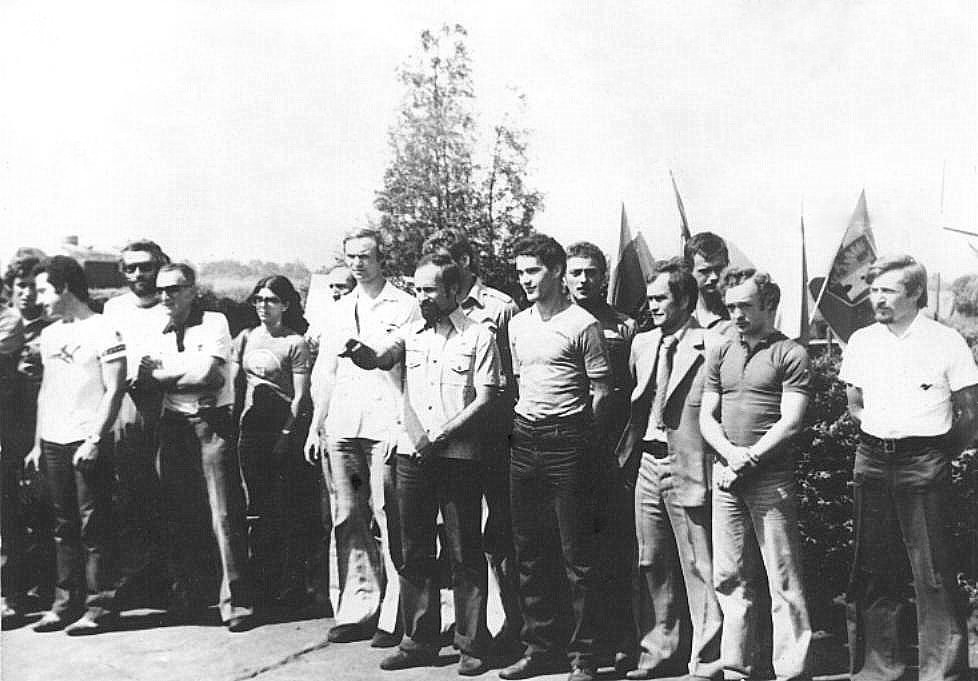
Uczestnicy zawodów
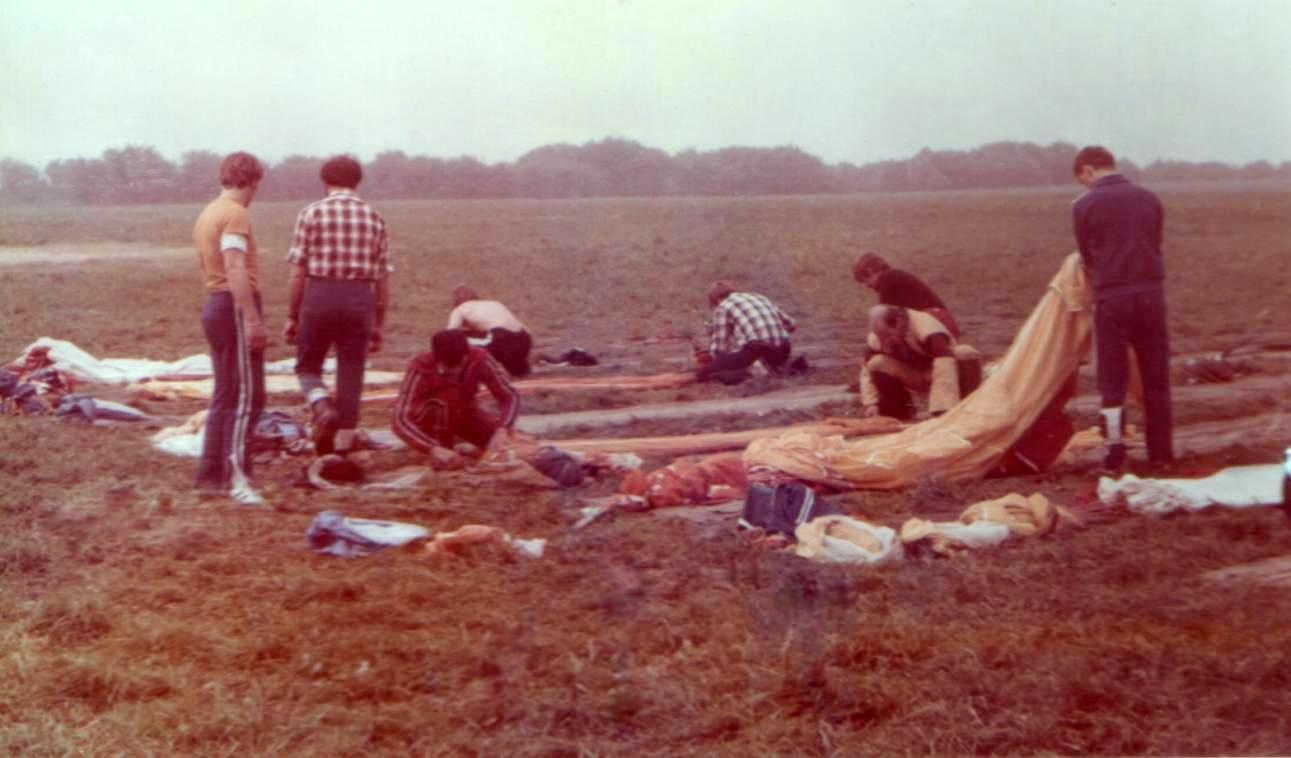
Układanie spadochronów w czasie zawodów
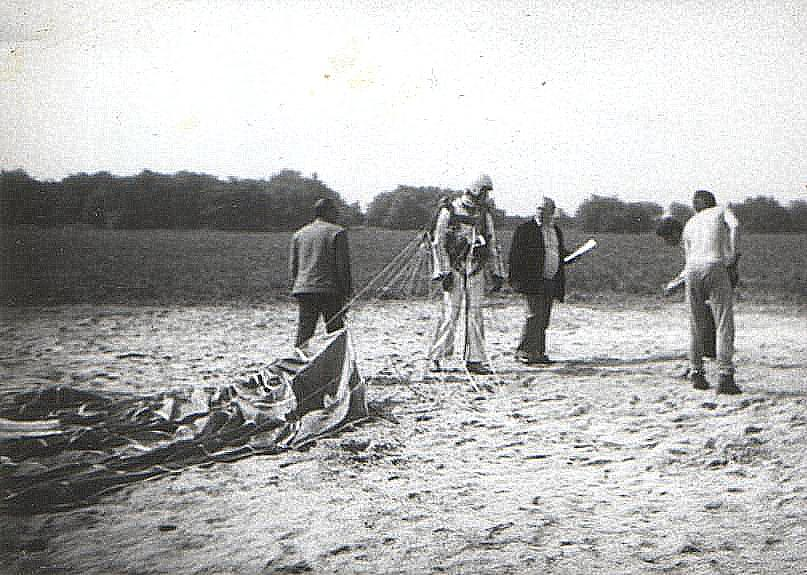
Skoczek i sędziowie zawodów w „kole”
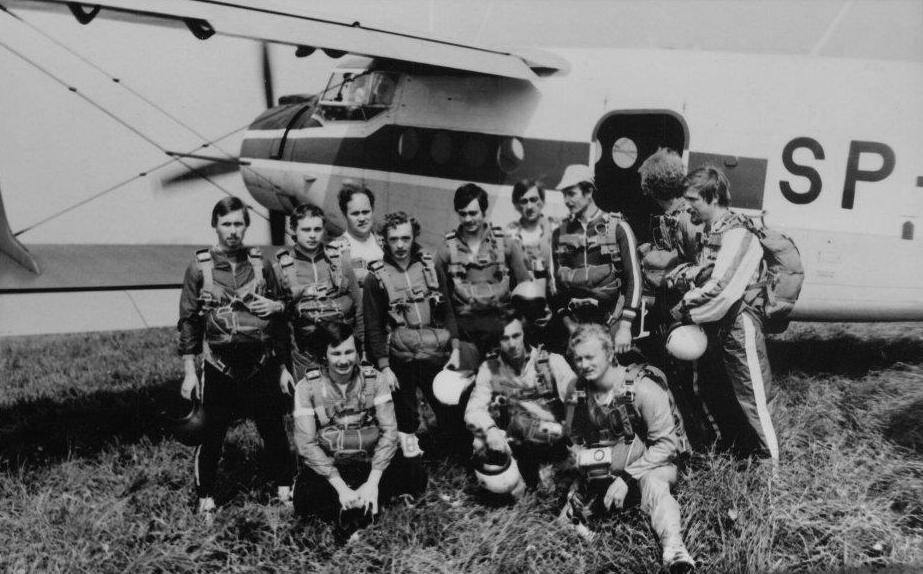
Drużyny aeroklubów z Prešova i Gliwic